# مانوئل کانته
مانوئل کانته (انگلیسی: Manuel Kanté؛ زادهٔ ۲۱ اوت ۱۹۸۶) بازیکن فوتبال اهل مالی است.
از باشگاه‌هایی که در آن بازی کرده‌است می‌توان به باشگاه فوتبال ساوتند یونایتد و باشگاه فوتبال فالکیرک اشاره کرد.